# Stenotritidae
Stenotritidae Michener, 2000 è una famiglia di imenotteri apoidei, diffusa in Australia.

## Descrizione
Sono insetti voluminosi, dalla folta peluria e dal volo rapido. Si costruiscono semplici tane nel terreno ove depongono delle uova di aspetto sodo, in massa, in cellette richiuse con una secrezione impermeabile. Le larve non si imbozzolano. Scientificamente è di primario interesse che gli stenotridii abbiano un apparato boccale immutato (ovvero primitivo), mentre le altre specie hanno evoluta una lingua bilobata.
Sono api a ligula corta che consente loro di bottinare solo fiori che possiedono una corolla poco profonda..

## Tassonomia
In passato questi apoidei erano considerati come una sottofamiglia (Stenotritinae) della famiglia Colletidae, ma attualmente è accettato il loro status di famiglia a sé stante.

È la più piccola tra le famiglie di Apoidei, comprendendo solo 21 specie in 2 generi:
- Ctenocolletes Cockerell, 1929
  - Ctenocolletes albomarginatus Michener, 1965
  - Ctenocolletes centralis Houston, 1983
  - Ctenocolletes fulvescens Houston, 1983
  - Ctenocolletes nicholsoni (Cockerell, 1929)
  - Ctenocolletes nigricans Houston, 1985
  - Ctenocolletes ordensis Michener, 1965
  - Ctenocolletes rufescens Houston, 1983
  - Ctenocolletes smaragdinus (Smith, 1868)
  - Ctenocolletes tigris Houston, 1983
  - Ctenocolletes tricolor Houston, 1983
- Stenotritus Smith, 1853
  - Stenotritus elegans Smith, 1853
  - Stenotritus elegantior Cockerell, 1921
  - Stenotritus ferricornis (Cockerell, 1916)
  - Stenotritus greavesi (Rayment, 1930)
  - Stenotritus murrayensis (Rayment, 1935)
  - Stenotritus nigrescens (Friese, 1924)
  - Stenotritus nitidus (Smith, 1879)
  - Stenotritus pubescens (Smith, 1868)
  - Stenotritus rufocollaris (Cockerell, 1921)
  - Stenotritus splendidus (Rayment, 1930)
  - Stenotritus victoriae (Cockerell, 1906)